# Biduanda renonga
Biduanda renonga är en fjärilsart som beskrevs av Corbet 1938. Biduanda renonga ingår i släktet Biduanda och familjen juvelvingar. Inga underarter finns listade i Catalogue of Life.